# Peter Stephan Zurbriggen
Peter Stephan Zurbriggen   (Brig, 27 d'agost de 1943 - Brig, 28 d'agost de 2022) va ser un religiós i diplomàtic suís al servei de la Santa Seu, delegat apostòlic i nunci apostòlic a diversos països.

## Biografia
Va estudiar a l'escola elemental de la seva localitat i el 1962 va fer un any de servei obligatori al Reducte Nacional, a Airolo. Després va estudiar filosofia i teologia al seminari del bisbat de Sion, fins que el bisbe Fraçois-Nestor Adam l'envià a Roma a estudiar al Collegium Germanicum et Hungaricum i a la Pontifícia Universitat Gregoriana.
Va ser ordenat sacerdot el 10 d'octubre de 1969 a l'església de Sant Ignasi de Loiola a Campo Marzio,pel cardenal Alfred Bengsch, arquebisbe de Berlín. Fins 1974 va estudiar a l'Acadèmia Eclesiàstica Pontifícia, lloc de formació de gairebé tots els diplomàtics de la Santa Seu, i també va treballar com a professor de religió al Wirtschaftsgymnasium de l'Institut suís de la capital italiana. En 1975 es doctorà a la Universitat Pontifícia Lateranense amb la seva tesi "Il principio di buona fede - approcci e modi della sua realizzazione del diritto internazionale".
Poc després va entrar al servei diplomàtic de la Santa Seu i el 13 de novembre de 1975 fou nomenat secretari de la nunciatura apostòlica a Bolívia. El 9 de novembre de 1976 Pau VI el nomenà capellà de Sa Santedat. El 20 de gener de 1979 fou nomenat secretari de la nunciatura apostòlica a Bonn, el 3 de setembre de 1982 auditor de la nunciatura apostòlica a Uruguai i el 17 de juliol de 1985 a la de França.
En 1989 Joan Pau II li va concedir el càrrec de Prelat d'Honor de Sa Santedat i l'1 de juliol fou nomenat conseller de la nunciatura a la República Centreafricana. També ha estat actiu a la Delegació Apostòlica d'Àfrica Meridional fins 1991, quan fou destinat a la nunciatura de l'Índia i Nepal.
El 13 de novembre de 1993 el papa Joan Pau II el va nomenar arquebisbe titular de Glastonia i delegat apostòlic a Moçambic. El 22 de febrer de 1996, la delegació apostòlica va ser promoguda a nunciatura apostòlica. El 13 de juny de 1998 va ser nomenat nunci apostòlic a Tbilisi per a Armènia, Geòrgia i Azerbaidjan. El 15 d'octubre 2001 fou promogut nunci apostòlic a Estònia, Letònia i Lituània, amb seu a Vílnius. Alhora també va ser nomenat administrador apostòlic d'Estònia, igual que els seus dos predecessors immediats Justo Mullor García i Erwin Josef Ender. El 23 de març de 2005, poc abans de la seva mort, Joan Pau II va nomenat administrador apostòlic Philippe Jean-Charles Jourdan, el que limita la tasca de Monsenyor Zurbriggen a la de nunci.
El 14 de gener de 2009 Benet XVI el va nomenar nunci apostòlic a Àustria. També va ser nomenat degà del cos diplomàtic a Àustria. En 2015 fou nomenat cavaller d'honor de l'Orde Teutònica.